# Naha Xiang
Naha Xiang (kinesiska: 那哈, 那哈乡) är en socken i Kina. Den ligger i provinsen Yunnan, i den sydvästra delen av landet, omkring 230 kilometer söder om provinshuvudstaden Kunming. Antalet invånare är 15 345. Befolkningen består av 7 150 kvinnor och 8 195 män. Barn under 15 år utgör 19,0 %, vuxna 15-64 år 75 %, och äldre över 65 år 5,0 %.
Genomsnittlig årsnederbörd är 1 466 millimeter. Den regnigaste månaden är juli, med i genomsnitt 333 mm nederbörd, och den torraste är februari, med 19 mm nederbörd.